# Маймунски трикове, № 3
"Маймунски трикове, № 3" (на английски: Monkeyshines, No. 3) е експериментален късометражен ням филм от 1890 година, заснет от режисьорите Уилям Кенеди Диксън и Уилям Хейс в лабораториите на Томас Едисън като продължение на предходните Маймунски трикове, № 1 и Маймунски трикове, № 2. Кадри от лентата не са достигнали до наши дни и филмът се смята за изгубен. Известно е, че и в него се е снимал работника от лабораторията Джузепе Сако Албанезе.